# Kitson and Company
Kitson and Company era una fabbrica di locomotive a vapore con sede a Hunslet, Leeds, nel West Yorkshire, in Inghilterra.

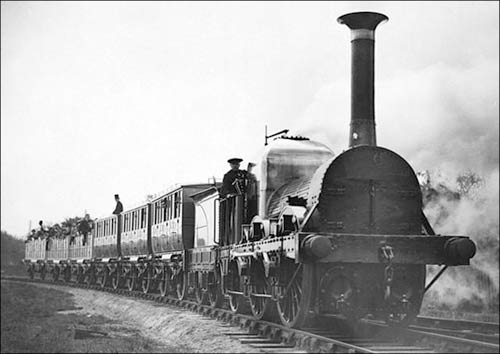
La Lion, una delle prime realizzazioni della Kitson (1838) alla testa di un treno sulla Liverpool- Manchester

## Storia

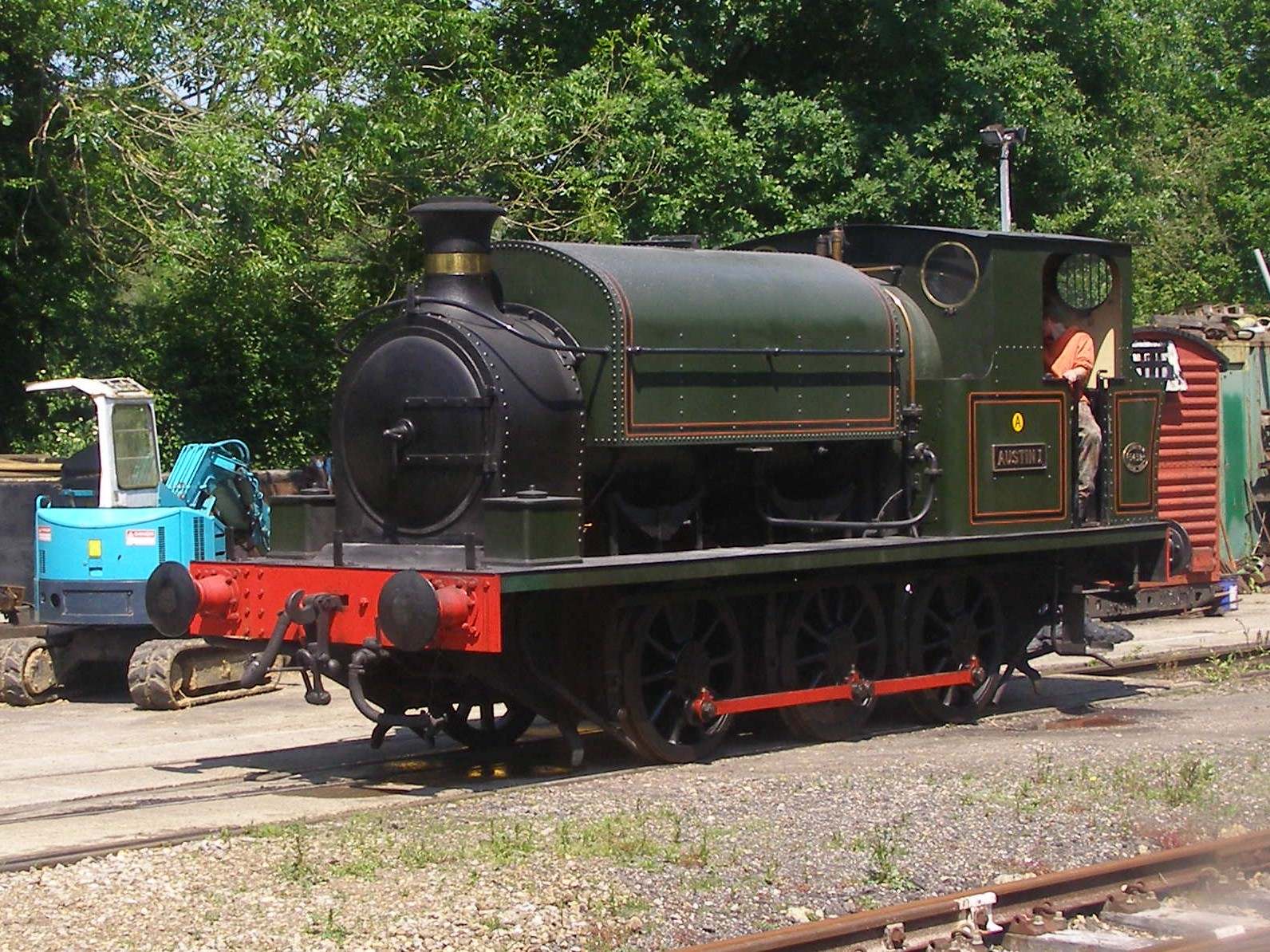
Kitson 0-3-0 "Austin I" del 1932

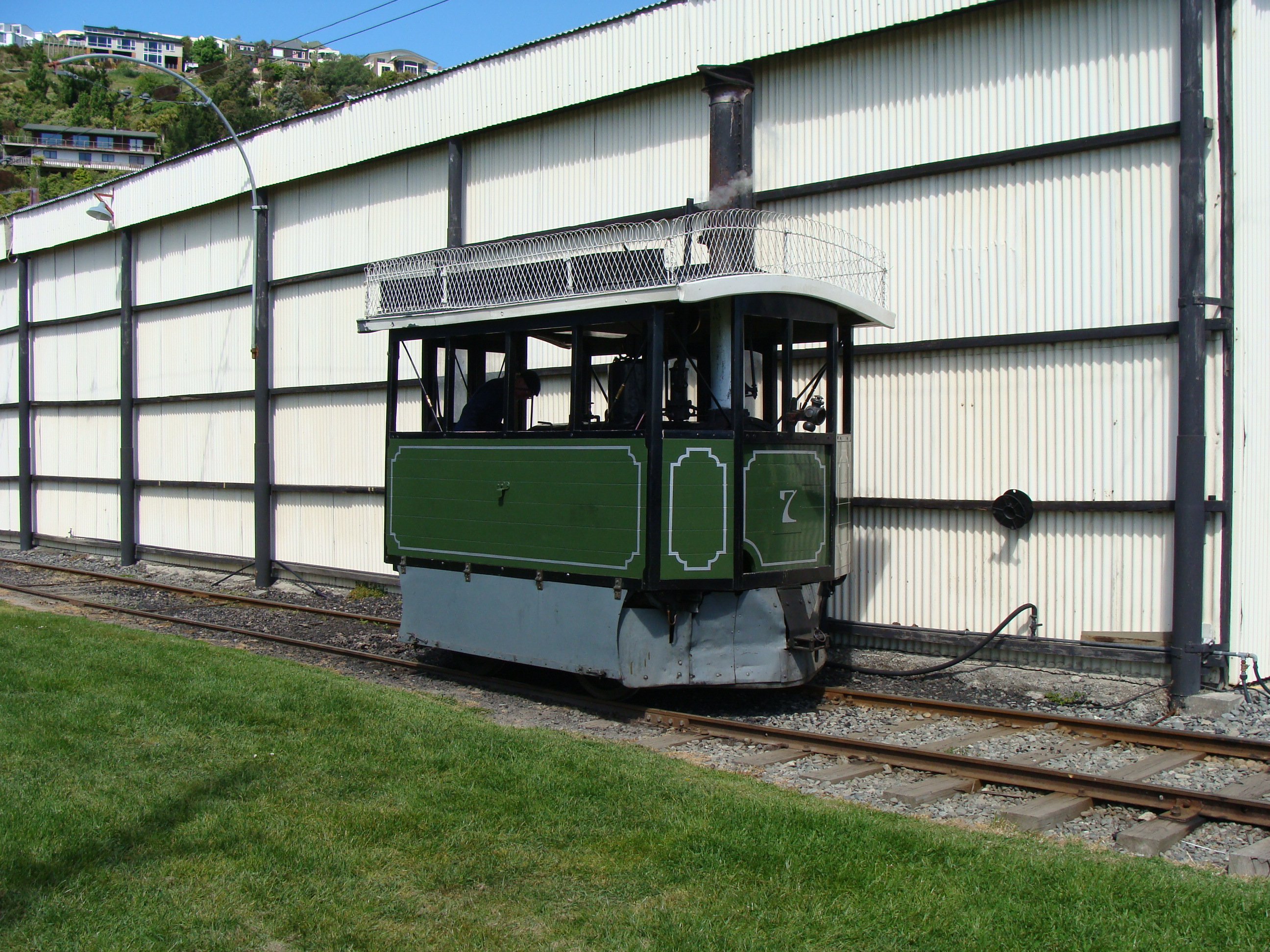
Tram a vapore Kitson n. 7, conservato al Ferrymead Heritage Park

James Kitson, in seguito ai suoi studi intorno al 1835, del trattato di Nicholas Wood, "A practical treatise on rail-roads", intuì il potenziale costituito dalla costruzione di macchine a vapore per le ferrovie; la ditta nacque come James Kitson in Pearson Street, Hunslet (Leeds) con Charles Todd come partner. Nel 1837 intraprese la costituzione di una società con Charles Todd e con l'apporto di capitali dell'imprenditore David Laird, (la ragione sociale fu Todd, Kitson and Laird). La sua produzione inizialmente si limitava a parti staccate per conto di altri fabbricanti ma nel 1838 fu possibile intraprendere la costruzione di sei locomotive complete, di rodiggio 0-2-1 (gruppo LMR 57 Lion), per conto della Liverpool and Manchester Railway.
Nel 1839 Kitson e Laird misero fine alla partnership; con l'uscita di Todd la società cambiò la sua denominazione in Kitson and Laird. Nel 1840 furono fornite le prime locomotive alla North Midland Railway. Anche Laird, non avendo riscontrando gli utili che si aspettava dall'investimento, nel 1842 si ritirò dalla società per cui Kitson ottenuta la disponibilità di Thompson e di Hewitson ricostituì la società come Kitson, Thompson e Hewitson. La produzione si ampliò e un gran numero di locomotive furono costruite per ferrovie nazionali e dell'estero. Tra questi era il tipo 0-3-0 a cilindri e trasmissione interni, costruito nel 1849 per la Leeds and Thirsk Railway, che rimase lo standard delle locomotive merci in Gran Bretagna per molti decenni ancora. 
Nel 1858 anche Thompson uscì dalla società che pertanto divenne Kitson and Hewitson. Nel 1863, in seguito alla morte di Hewitson cambiò ancora in Kitson and Company in quanto la famiglia ne assunse il pieno controllo.
Le prime locomotive esportate furono, nel 1846, quelle per la ferrovia Orléans-Bordeaux seguite da quelle per la ferrovia Kiel-Altona, nel 1848; seguirono forniture per l'India, l'Australia, il Sud Africa, il Sud America ed altri paesi. Nel corso di 101 anni di attività la fabbrica produsse complessivamente tra 5.000 e 6000 locomotive (a seconda delle fonti). Dal 1869 una serie di locomotive fu prodotta per la Russia. E dopo il 1884 per le australiane, Victorian Railways. La Kitson produsse, tra 1889 e 1891, un notevole quantitativo di locomotive di rodiggio 2-3-0 per la ferrovia di Cordoba, in Argentina.
La Kitson ebbe anche una notevole produzione tranviaria; dal 1876 al 1901 vennero prodotti complessivamente circa 300 rotabili fra tram e automotrici a vapore.

### Le locomotive Kitson-Meyer
Una produzione innovativa della fabbrica fu quella delle locomotive articolate in configurazione tipo Meyer; scaturirono da un'idea di Robert Stirling, sovrintendente alla trazione della Anglo-Chilian Nitrate & Railway Company del Cile il cui ordinativo di locomotive convenzionali fu ridiscusso e rielaborato. La realizzazione sortì tre locomotive articolate che vennero costruite nel 1894 e consegnate alla Anglo-Chilian. La produzione ebbe un seguito, due unità nel 1903 per la Rodesia e tre nel 1904 per la Giamaica. Ne vennero prodotte complessivamente più di 50 unità, alcune di rodiggio 1-4-4-0 e 1-4-4-1, di cui l'ultima nel 1935. Vi furono anche delle 0-4-3-0 per la ferrovia a cremagliera delle Ande delle quali sono sopravvissute due unità, una in Cile e una in Argentina

### Declino e chiusura
La Kitson fu attiva durante la prima guerra mondiale ma ebbe un crollo di produzione negli anni venti. La sua macchina sperimentale ibrida vapore-diesel, Kitson-Still 1-3-1T fu provata dalla London and North Eastern Railway tra York e Kingston upon Hull ma la fabbrica non riuscì a sostenerne a lungo i costi della sperimentazione.
Nel 1922 Kitson costruì sei locomotive tender classe K, di rodiggio 1-4-2, per la ferrovia della Palestina tra Lydda e Gerusalemme. L'ultimo ordinativo di un certo valore fu, nel 1924, di 12 locomotive GCR Class 11F per la London and North Eastern Railway. Dal 1934, e per tre anni, la società venne messa in amministrazione controllata a causa del forte dissesto economico. Nel 1937 l'azienda venne ristrutturata per porre fine all'amministrazione controllata. La società ridimensionata cessò la produzione di locomotive nel 1938. I progetti e quanto attinente alle locomotive con tutta la sezione relativa furono acquisiti dalla Robert Stephenson and Hawthorns. Kitson continuò a fornire componenti per le locomotive fino al 1945, anno in cui tutto il resto dell'azienda fu venduto alla J & H McLaren & Co..